# Ma Wenge
Ma Wenge (马文革, Tianjin, 27 maart 1968) is een Chinees professioneel tafeltennisser. Hij won zowel in 1989 als 1992 de World Cup enkelspel (in finales tegen Andrzej Grubba en Kim Taek-soo) en verloor in 1990 de finale hiervan (van Jan-Ove Waldner). Met het Chinese team schreef hij daarnaast op de wereldkampioenschappen van Tianjin 1995 en die van Manchester 1997 het toernooi voor mannenploegen op zijn naam en in Barcelona 1991 de WTC-World Team Cup.

## Sportieve hoogtepunten
Wenge won twee WK-titels met de Chinese ploeg, maar verloor in dezelfde discipline ook twee finales. In zowel 1989 als 1993 moesten de Chinezen de titel aan Zweden laten. Wenge stond één keer in de WK-finale van een individueel evenement en wel in die van het mannendubbel van 1993. Hij en Zhang Lei zagen daarin hun landgenoten Wang Tao en Lu Lin het goud opeisen. De Chinees won een bronzen medaille in het enkelspel op de Olympische Zomerspelen 1992.
Wenge was van 1996 tot en met 2006 actief op de ITTF Pro Tour. Hij won het Engeland Open 1999 en Kroatië Open 2001 in het enkelspel. Hij schreef daarnaast het dubbelspeltoernooi van het Zweden Open 1996 op zijn naam. In 1996 en 2001 kwalificeerde Wenge zich voor de ITTF Pro Tour Grand Finals, waar hij beide keren tot de laatste zestien kwam.
De Chinees schreef in 1990 zowel het enkel- als dubbelspeltoernooi (met Chen Zhibin) van de Aziatische Spelen op zijn naam. In 1992 won hij de Azië Cup. Hij speelde in competitieverband onder meer voor TTC Jülich, TTC Zugbrücke Grenzau, TTF Liebherr Ochsenhausen (waarmee hij in 1996 de ETTU Cup won) en TTC Frickenhausen (waarmee hij in 2006 nogmaals de ETTU Cup won) in de Duitse 'Bundesliga.